# Високо
Високо — місто, центр однойменної громади в центральній частині Боснії і Герцеговини з населенням 17 000 чоловік. Розташоване на шляху між Зеницею і Сараєвом. Лежить на річці Босна, при впадінні в неї річки Фойничка, у Зеницько-Добойському кантоні Федерації Боснії і Герцеговини.

## Історія
Колись область навколо Високо була центром  середньовічної боснійської держави.
У період османського панування місто Високо заснував Аяс-бег.
Після приєднання Боснії до Австро-Угорської імперії архітектура міста, як і раніше тяжіла до східних традицій, зумовлених попереднім турецьким пануванням.
У складі Королівства сербів, хорватів і словенців Високо не отримало належного розвитку, а під час Другої світової війни місто майже не постраждало.
По-справжньому місто почало розвиватися за часів другої Югославії. Війна, що прийшла услід за розпадом цієї держави, не зачепила Високо, яке лишалося під контролем Армії Республіки Боснії і Герцеговини до самого завершення конфлікту.
Сьогоднішнє Високо — місто з багатою історією і культурними традиціями, але його економіка зазнала значного збитку внаслідок Боснійської війни.

## Населення
| Населення громади |        |                  |                 |                 |
| Рік перепису      | 2003   | 1991             | 1981            | 1971            |
| Боснійці          | —      | 10 056 (73,60 %) | 7 693 (66,02 %) | 7 187 (75,72 %) |
| Серби             | —      | 1 641 (12,01 %)  | 1 241 (10,65 %) | 1 369 (14,42 %) |
| Югослави          | —      | 1 115 (8,161 %)  | 2 072 (17,78 %) | 294 (3,098 %)   |
| Хорвати           | —      | 395 (2,891 %)    | 392 (3,364 %)   | 442 (4,657 %)   |
| Інші              | —      | 456 (3,337 %)    | 64 (0,549 %)    | 87 (0,917 %)    |
| Всього            | 11 552 | 13 663           | 11 653          | 9 491           |

## Визначні пам'ятки
На околиці міста розташовані височини, так звані «Боснійські піраміди», описані боснійським археологом-аматором Семіром Османагичем як штучні споруди. Науковою спільнотою геологів і археологів різних країн світу заяви про штучне походження «пірамід» неодноразово розкритиковано. Проте височини з середини 2000-х років стали популярним туристичним об'єктом, який здійснив суттєвий вплив на розвиток економіки Високо.

## Галерея

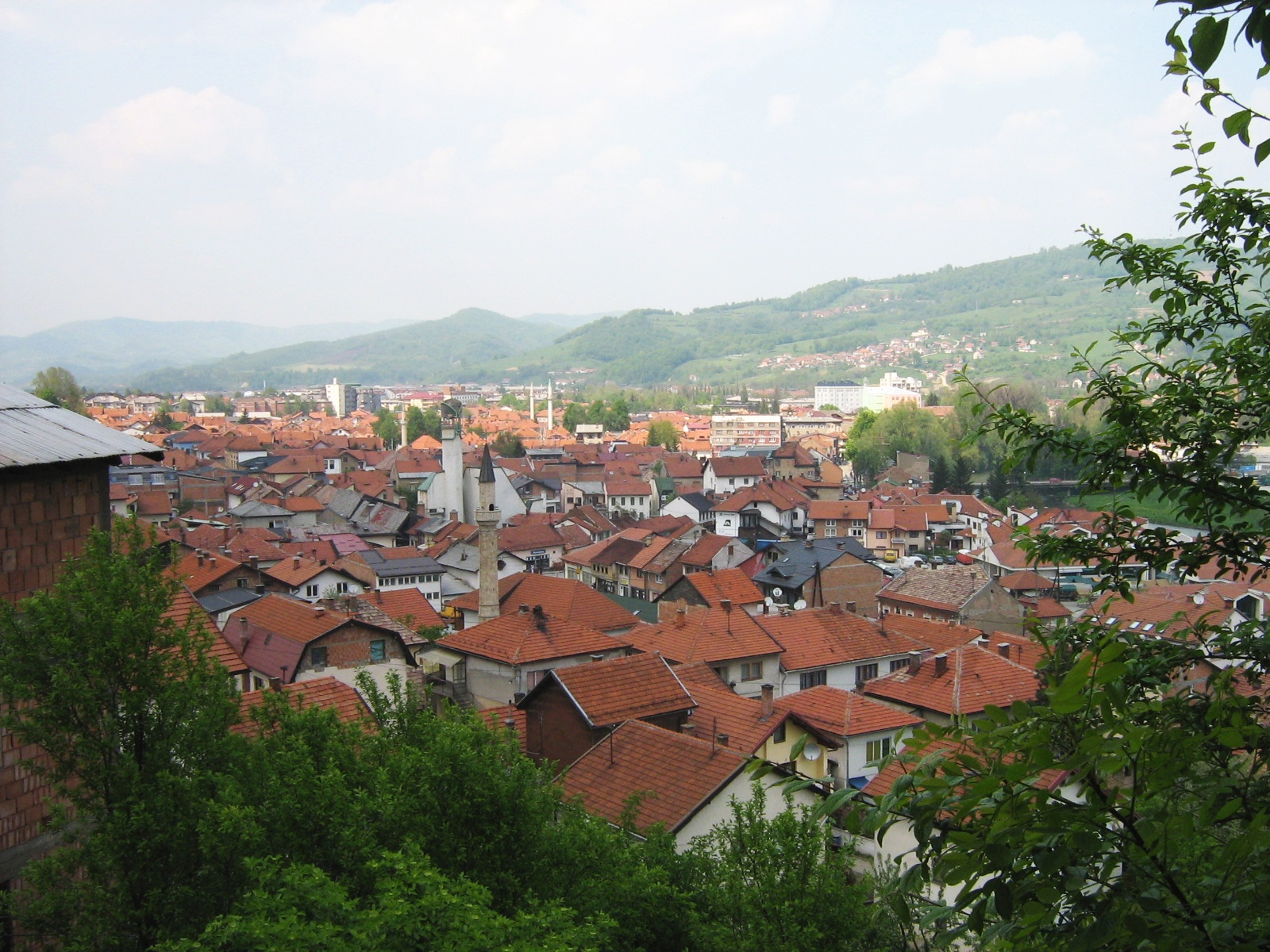
Міський краєвид
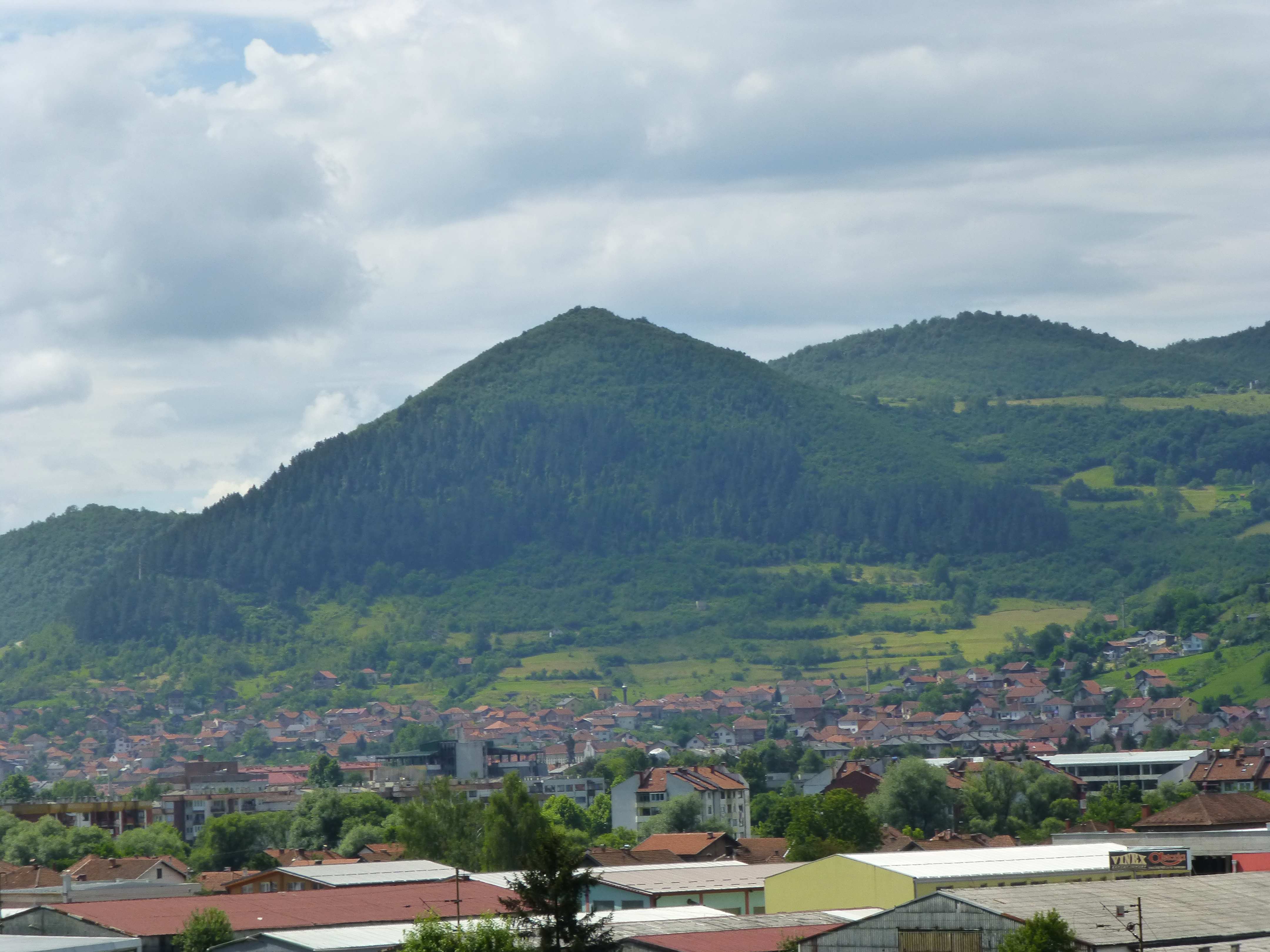
Одна з «пірамід»
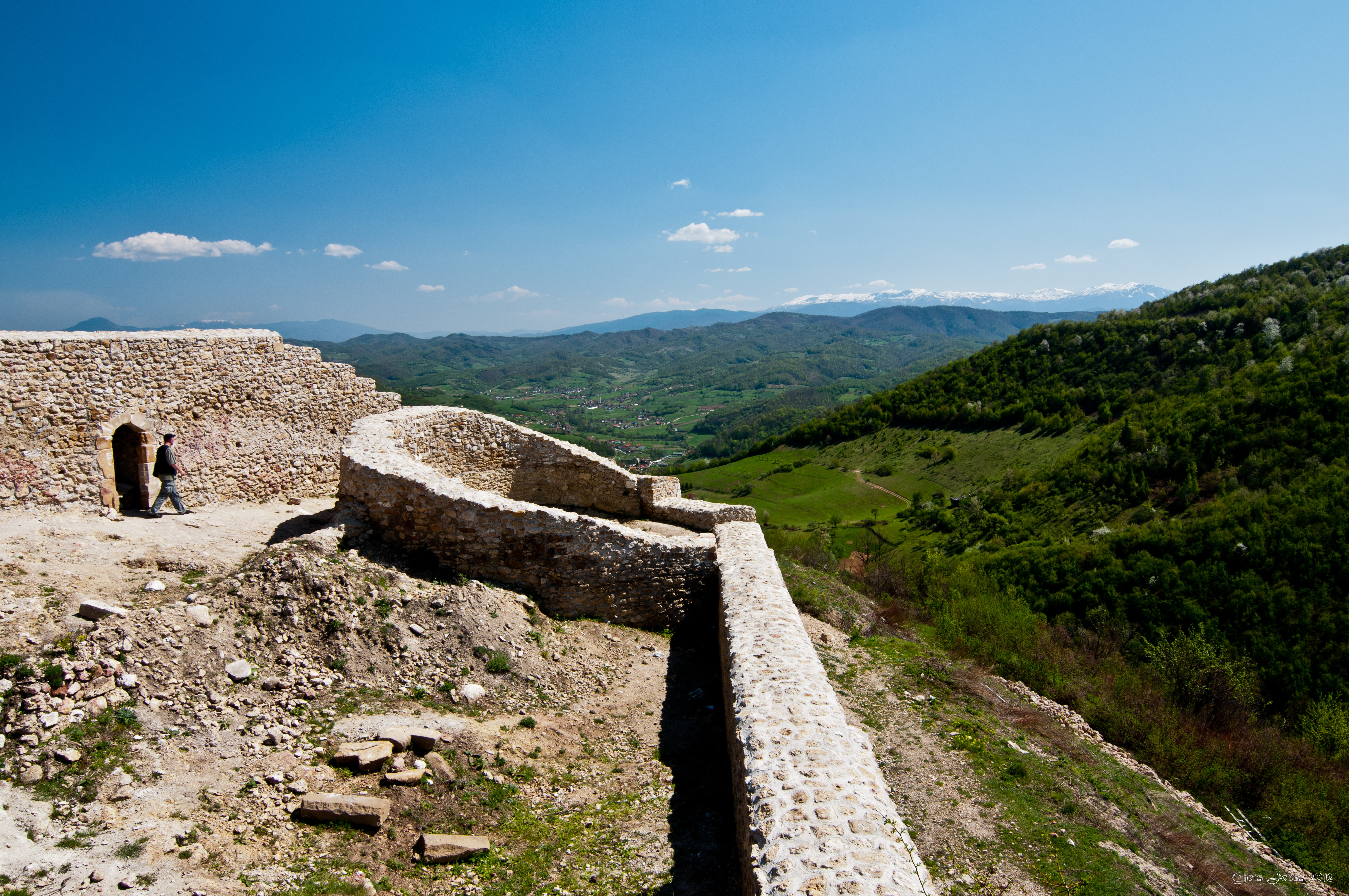
Залишки старого міста
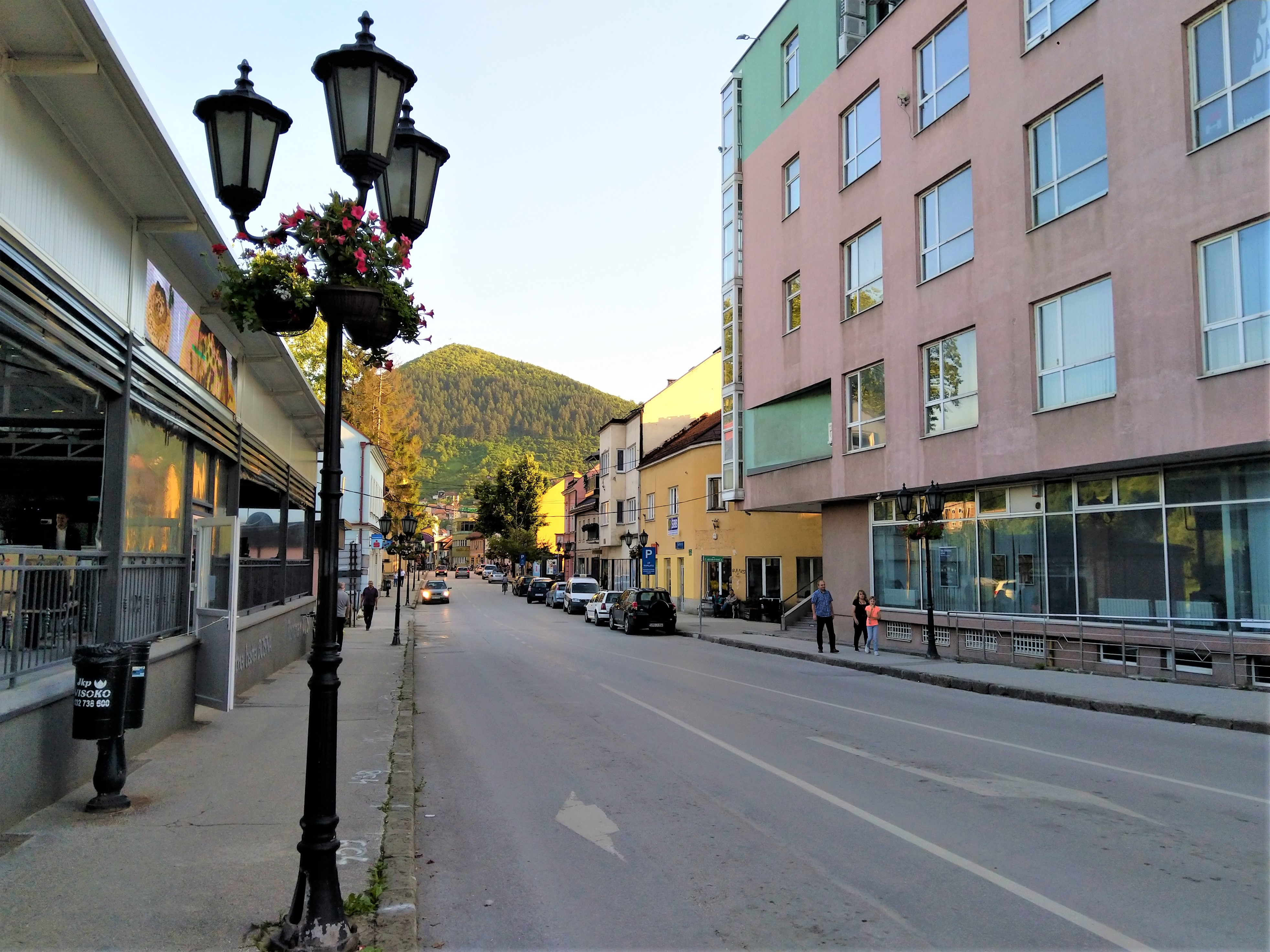
Вулиці Високо